# Рунівщина (Берестинський район)
Руні́вщина — село в Україні, у Берестинському районі Харківської області. Населення становить 624 осіб. до 2020 орган місцевого самоврядування — Рунівщинська сільська рада.
Після ліквідації Зачепилівського району 19 липня 2020 року село увійшло до Красноградського (Берестинського) району.

## Географія
Село Рунівщина знаходиться на правому березі річки Орчик, вище за течією на відстані 1 км розташоване село Чернещина, нижче за течією примикає село Орчик.

## Історія
- 1750 — дата заснування.

## Населення
Згідно з переписом УРСР 1989 року чисельність наявного населення села становила 968 осіб, з яких 410 чоловіків та 558 жінок.
За переписом населення України 2001 року в селі мешкало 850 осіб.

### Мова
Розподіл населення за рідною мовою за даними перепису 2001 року:
| Мова       | Відсоток |
| ---------- | -------- |
| українська | 91,02 %  |
| російська  | 8,52 %   |
| молдовська | 0,35 %   |
| білоруська | 0,12 %   |

## Економіка
- «Рунівщина», ТОВ.

## Об'єкти соціальної сфери
- Дитячий садочок.
- Школа.
- Клуб.
- Лікарня.

## Пам'ятки
- Свято-Покровський храм.

## Видатні особистості
- Уродженець села — Боришко Маркіян Карпович (*1885? — †1960) — батько японського сумоїста Тайхо Кокі.
- Уродженець села — Кизима Андрій Іванович (*1918 — †1994) — Герой Радянського Союзу.
- У 1955 закінчив Рунівщинську середню школу зі срібною медаллю[6] Веклич Володимир Пилипович (1938—1993)[7][8] — винахідник першого у світі[9] тролейбусного поїзда[10][11].